# لوییس چاوز
لوییس چاوز (انگلیسی: Luis Chávez؛ زادهٔ ۱۵ ژانویهٔ ۱۹۹۶) بازیکن فوتبال اهل مکزیک است.
از باشگاه‌هایی که در آن بازی کرده‌است می‌توان به باشگاه تیخوانا اشاره کرد.
وی همچنین در تیم ملی فوتبال مکزیک بازی کرده‌است.

## گل‌های ملی
|   | تاریخ          | میزبان                   | رقیب          | زده | پایانی | رقابت                 |
| - | -------------- | ------------------------ | ------------- | --- | ------ | --------------------- |
| ۱ | ۳۰ نوامبر ۲۰۲۲ | ورزشگاه ملی لوسیل, لوسیل | عربستان سعودی | ۰-۲ | ۱-۲    | جام جهانی فوتبال ۲۰۲۲ |